# Trentepohlia albilata
Trentepohlia albilata är en tvåvingeart som beskrevs av Alexander 1920. Trentepohlia albilata ingår i släktet Trentepohlia och familjen småharkrankar. Inga underarter finns listade i Catalogue of Life.